# Von Trautwetter
von Trautwetter, adlig familj bördig från Livland med en friherrlig och en adlig gren.

## Adliga grenen
Den adliga grenen av ätten härstammar från den livländske assessorn Herman Georg Trautwetter, som tillsammans med sin bror Johan Henrik adlades 1684.

## Friherrliga grenen
Den friherrliga grenen av ätten härstammar från generallöjtnant Johan Reinhold von Trautwetter (son till Herman Georg ovan), som 1720 blev friherre med namnet Trautwetter. Han hade under så gott som hela det stora nordiska kriget tjänat i den svenska armén och blev därför upphöjd till friherre. Hav avled ogift år 1741 och slöt själv sin friherrliga ätt. Han begravdes i Mohrdorffskyrkan.